# 科洛佳茲內 (庫皮揚斯克區)
50°0′20″N 37°41′0″E / 50.00556°N 37.68333°E
科洛佳茲內（烏克蘭語：Колодязне）是位於烏克蘭東部的村莊，由哈爾科夫州庫皮揚斯克區的德沃里奇纳市镇負責管轄。該村始建於1725年，面積0.33平方公里，海拔高度94米，2001年人口1,288，人口密度每平方公里3,891.2人。